# Departamentos in Argentinien

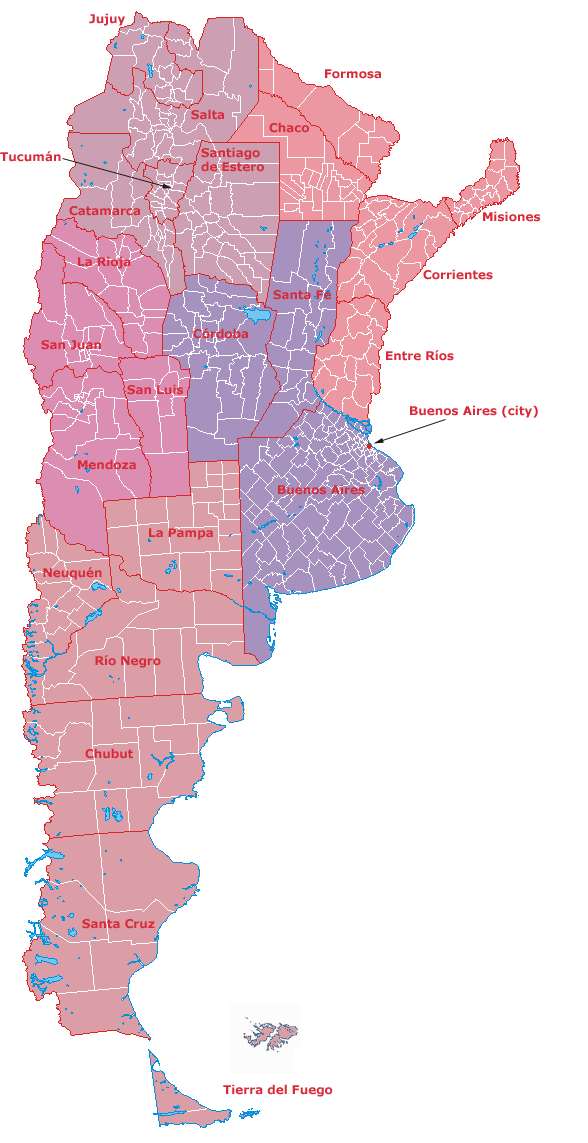
Grenzen der Provinzen, Departamentos und Partidos in Argentinien (ohne Antártida Argentina)

Die Departamentos Argentiniens sind den Provinzen nachgeordnete Verwaltungsbezirke. Die Hauptstadt Buenos Aires ist ebenso wie die Provinz Buenos Aires nicht in Departamentos eingeteilt. Stattdessen finden sich in der Hauptstadt Barrios (Stadtviertel) und Comunas, in der Provinz Buenos Aires Partidos.
Jedes Partido wird von einem durch die Bevölkerung gewählten Intendente geführt. Die Departamentos werden dagegen nicht von einem Intendente oder anderen administrativen Einrichtungen geführt. Ihre Bedeutung gewinnen sie für die Entscheidungsgremien der Provinzen. In der Provinz Santa Fe wird aus jedem Departamento ein Senator delegiert.
Zwei Departamentos der Provinz Tierra del Fuego – Antártida Argentina und Islas del Atlántico Sur – sind völkerrechtlich umstritten. Mit diesen (und ohne die Verwaltungsbezirke der Provinz und der Stadt Buenos Aires) gibt es derzeit (Stand 2020) 379 Departamentos. Davon haben 32 Departamentos keine eindeutigen Bezeichnungen. 75 Departamentos haben ähnliche oder gleichlautende Bezeichnungen in anderen Provinzen.

## Liste derdepartamentos
| Departamento                   | Verwaltungssitz                        | Provinz             |
| ------------------------------ | -------------------------------------- | ------------------- |
| Adolfo Alsina                  | Viedma                                 | Río Negro           |
| Aguirre                        | Villa General Mitre                    | Santiago del Estero |
| Albardón                       | Albardón                               | San Juan            |
| Alberdi                        | Campo Gallo                            | Santiago del Estero |
| Almirante Brown                | Pampa del Infierno                     | Chaco               |
| Aluminé                        | Aluminé                                | Neuquén             |
| Ambato                         | La Puerta                              | Catamarca           |
| Ancasti                        | Ancasti                                | Catamarca           |
| Andalgalá                      | Andalgalá                              | Catamarca           |
| Angaco                         | Villa del Salvador                     | San Juan            |
| Anta                           | Joaquín Víctor González                | Salta               |
| Antofagasta de la Sierra       | Antofagasta de la Sierra               | Catamarca           |
| Antártida Argentina            | —                                      | Tierra del Fuego    |
| Apóstoles                      | Apóstoles                              | Misiones            |
| Arauco                         | Aimogasta                              | La Rioja            |
| Atamisqui                      | Villa Atamisqui                        | Santiago del Estero |
| Atreuco                        | Macachín                               | La Pampa            |
| Avellaneda                     | Choele Choel                           | Río Negro           |
| Avellaneda                     | Herrera                                | Santiago del Estero |
| Ayacucho                       | San Francisco del Monte de Oro         | San Luis            |
| Añelo                          | Añelo                                  | Neuquén             |
| Banda                          | La Banda                               | Santiago del Estero |
| Bariloche                      | San Carlos de Bariloche                | Río Negro           |
| Belgrano                       | Villa General Roca                     | San Luis            |
| Belgrano                       | Las Rosas                              | Santa Fe            |
| Belgrano                       | Bandera                                | Santiago del Estero |
| Bella Vista                    | Bella Vista                            | Corrientes          |
| Belén                          | Belén                                  | Catamarca           |
| Bermejo                        | Laguna Yema                            | Formosa             |
| Bermejo                        | La Leonesa                             | Chaco               |
| Berón de Astrada               | San Antonio de Itatí                   | Corrientes          |
| Biedma                         | Puerto Madryn                          | Chubut              |
| Burruyacú                      | Burruyacú                              | Tucumán             |
| Cachi                          | Cachi                                  | Salta               |
| Cafayate                       | Cafayate                               | Salta               |
| Cainguás                       | Campo Grande                           | Misiones            |
| Calamuchita                    | San Agustín                            | Córdoba             |
| Caleu Caleu                    | La Adela                               | La Pampa            |
| Calingasta                     | Calingasta                             | San Juan            |
| Candelaria                     | Santa Ana                              | Misiones            |
| Capayán                        | Chumbicha                              | Catamarca           |
| Capital                        | Posadas                                | Misiones            |
| Capital                        | Corrientes                             | Corrientes          |
| Capital                        | Córdoba                                | Córdoba             |
| Capital                        | La Rioja                               | La Rioja            |
| Capital                        | Mendoza                                | Mendoza             |
| Capital                        | Salta                                  | Salta               |
| Capital                        | San Fernando del Valle de Catamarca    | Catamarca           |
| Capital                        | San Juan                               | San Juan            |
| Capital                        | San Miguel de Tucumán                  | Tucumán             |
| Capital                        | Santa Rosa                             | La Pampa            |
| Capital                        | Santiago del Estero                    | Santiago del Estero |
| Caseros                        | Casilda                                | Santa Fe            |
| Castellanos                    | Rafaela                                | Santa Fe            |
| Castro Barros                  | Aminga                                 | La Rioja            |
| Catán Lil                      | Las Coloradas                          | Neuquén             |
| Catriló                        | Catriló                                | La Pampa            |
| Caucete                        | Caucete                                | San Juan            |
| Cerrillos                      | Cerrillos                              | Salta               |
| Chacabuco                      | Charata                                | Chaco               |
| Chacabuco                      | Concarán                               | San Luis            |
| Chalileo                       | Santa Isabel                           | La Pampa            |
| Chamical                       | Chamical                               | La Rioja            |
| Chapaleufú                     | Intendente Alvear                      | La Pampa            |
| Chical Co                      | Algarrobo del Aguila                   | La Pampa            |
| Chicligasta                    | Concepcíón                             | Tucumán             |
| Chicoana                       | Chicoana                               | Salta               |
| Chilecito                      | Chilecito                              | La Rioja            |
| Chimbas                        | Villa Paula A. de Sarmiento            | San Juan            |
| Chos Malal                     | Chos Malal                             | Neuquén             |
| Choya                          | Frías                                  | Santiago del Estero |
| Cochinoca                      | Abra Pampa                             | Jujuy               |
| Collón Curá                    | Piedra del Águila                      | Neuquén             |
| Colón                          | Colón                                  | Entre Ríos          |
| Colón                          | Jesús María                            | Córdoba             |
| Comandante Fernández           | Presidencia Roque Sáenz Peña           | Chaco               |
| Concepción                     | Concepción                             | Corrientes          |
| Concepción de la Sierra        | Concepción de la Sierra                | Misiones            |
| Concordia                      | Concordia                              | Entre Ríos          |
| Conesa                         | General Conesa                         | Río Negro           |
| Confluencia                    | Neuquén                                | Neuquén             |
| Conhelo                        | Eduardo Castex                         | La Pampa            |
| Constitución                   | Villa Constitución                     | Santa Fe            |
| Copo                           | Monte Quemado                          | Santiago del Estero |
| Coronel Felipe Varela          | Villa Unión                            | La Rioja            |
| Coronel Pringles               | La Toma                                | San Luis            |
| Corpen Aike                    | Puerto Santa Cruz                      | Santa Cruz          |
| Cruz Alta                      | Banda del Río Salí                     | Tucumán             |
| Cruz del Eje                   | Cruz del Eje                           | Córdoba             |
| Curacó                         | Puelches                               | La Pampa            |
| Curuzú Cuatiá                  | Curuzú Cuatiá                          | Corrientes          |
| Cushamen                       | Leleque                                | Chubut              |
| Deseado                        | Puerto Deseado                         | Santa Cruz          |
| Diamante                       | Diamante                               | Entre Ríos          |
| Doce de Octubre                | General Pinedo                         | Chaco               |
| Doctor Manuel Belgrano         | San Salvador de Jujuy                  | Jujuy               |
| Dos de Abril                   | Hermoso Campo                          | Chaco               |
| El Alto                        | El Alto                                | Catamarca           |
| El Carmen                      | El Carmen                              | Jujuy               |
| El Cuy                         | El Cuy                                 | Río Negro           |
| Eldorado                       | Eldorado                               | Misiones            |
| Empedrado                      | Empedrado                              | Corrientes          |
| Escalante                      | Comodoro Rivadavia                     | Chubut              |
| Esquina                        | Esquina                                | Corrientes          |
| Famaillá                       | Famaillá                               | Tucumán             |
| Famatina                       | Famatina                               | La Rioja            |
| Federación                     | Federación                             | Entre Ríos          |
| Federal                        | Federal                                | Entre Ríos          |
| Figueroa                       | La Cañada                              | Santiago del Estero |
| Florentino Ameghino            | Camarones                              | Chubut              |
| Formosa                        | Formosa                                | Formosa             |
| Fray Justo Santa María de Oro  | Santa Sylvina                          | Chaco               |
| Fray Mamerto Esquiú            | San José                               | Catamarca           |
| Futaleufú                      | Esquel                                 | Chubut              |
| Gaiman                         | Gaiman                                 | Chubut              |
| Garay                          | Helvecia                               | Santa Fe            |
| Gastre                         | Gastre                                 | Chubut              |
| General Alvear                 | Alvear                                 | Corrientes          |
| General Alvear                 | General Alvear                         | Mendoza             |
| General Angel Vicente Peñaloza | Tama                                   | La Rioja            |
| General Belgrano               | Corzuela                               | Chaco               |
| General Belgrano               | Olta                                   | La Rioja            |
| General Donovan                | Makallé                                | Chaco               |
| General Güemes                 | Juan José Castelli                     | Chaco               |
| General Güemes                 | General Güemes                         | Salta               |
| General Juan Facundo Quiroga   | Malazán                                | La Rioja            |
| General Lamadrid               | Villa Castelli                         | La Rioja            |
| General López                  | Melincué                               | Santa Fe            |
| General Manuel Belgrano        | Bernardo de Irigoyen                   | Misiones            |
| General Obligado               | Reconquista                            | Santa Fe            |
| General Ocampo                 | Milagro                                | La Rioja            |
| General Paz                    | Nuestra Señora del Rosario de Caá Catí | Corrientes          |
| General Pedernera              | Villa Mercedes                         | San Luis            |
| General Roca                   | General Roca                           | Río Negro           |
| General Roca                   | Villa Huidobro                         | Córdoba             |
| General San Martín             | Villa María                            | Córdoba             |
| General San Martín             | Ulapes                                 | La Rioja            |
| General José de San Martín     | Tartagal                               | Salta               |
| General Taboada                | Añatuya                                | Santiago del Estero |
| Gobernador Dupuy               | Buena Esperanza                        | San Luis            |
| Godoy Cruz                     | Godoy Cruz                             | Mendoza             |
| Goya                           | Goya                                   | Corrientes          |
| Graneros                       | Graneros                               | Tucumán             |
| Guachipas                      | Guachipas                              | Salta               |
| Gualeguay                      | Gualeguay                              | Entre Ríos          |
| Gualeguaychú                   | Gualeguaychú                           | Entre Ríos          |
| Guaraní                        | El Soberbio                            | Misiones            |
| Guasayán                       | San Pedro de Guasayán                  | Santiago del Estero |
| Guatraché                      | Guatraché                              | La Pampa            |
| Guaymallén                     | Villa Nueva                            | Mendoza             |
| Güer Aike                      | Río Gallegos                           | Santa Cruz          |
| Huiliches                      | Junín de los Andes                     | Neuquén             |
| Humahuaca                      | Humahuaca                              | Jujuy               |
| Hucal                          | Bernasconi                             | La Pampa            |
| Iglesia                        | Rodeo                                  | San Juan            |
| Iguazú                         | Puerto Esperanza                       | Misiones            |
| Independencia                  | Patquía                                | La Rioja            |
| Independencia                  | Campo Largo                            | Chaco               |
| Iriondo                        | Cañada de Gómez                        | Santa Fe            |
| Iruya                          | Iruya                                  | Salta               |
| Ischilín                       | Deán Funes                             | Córdoba             |
| Islas del Atlántico Sur        | —                                      | Tierra del Fuego    |
| Islas del Ibicuy               | Villa Paranacito                       | Entre Ríos          |
| Itatí                          | Itatí                                  | Corrientes          |
| Ituzaingó                      | Ituzaingó                              | Corrientes          |
| Jiménez                        | Pozo Hondo                             | Santiago del Estero |
| Juan Bautista Alberdi          | Juan Bautista Alberdi                  | Tucumán             |
| Juan Felipe Ibarra             | Suncho Corral                          | Santiago del Estero |
| Juan Martín de Pueyrredón      | San Luis                               | San Luis            |
| Junín                          | Junín                                  | Mendoza             |
| Junín                          | Santa Rosa de Conlara                  | San Luis            |
| Juárez Celman                  | La Carlota                             | Córdoba             |
| Jáchal                         | San José de Jáchal                     | San Juan            |
| La Caldera                     | La Caldera                             | Salta               |
| La Candelaria                  | La Candelaria                          | Salta               |
| La Capital                     | Santa Fe                               | Santa Fe            |
| La Cocha                       | La Cocha                               | Tucumán             |
| La Paz                         | San Antonio                            | Catamarca           |
| La Paz                         | La Paz                                 | Entre Ríos          |
| La Paz                         | La Paz                                 | Mendoza             |
| La Poma                        | La Poma                                | Salta               |
| La Viña                        | La Viña                                | Salta               |
| Lácar                          | San Martín de los Andes                | Neuquén             |
| Lago Argentino                 | El Calafate                            | Santa Cruz          |
| Lago Buenos Aires              | Perito Moreno                          | Santa Cruz          |
| Laishí                         | Misión San Francisco de Laishí         | Formosa             |
| Languiñeo                      | Tecka                                  | Chubut              |
| Las Colonias                   | Esperanza                              | Santa Fe            |
| Las Heras                      | Las Heras                              | Mendoza             |
| Lavalle                        | Lavalle                                | Corrientes          |
| Lavalle                        | Lavalle                                | Mendoza             |
| Leales                         | Bella Vista                            | Tucumán             |
| Leandro N. Alem                | Leandro N. Alem                        | Misiones            |
| Ledesma                        | Libertador General San Martín          | Jujuy               |
| Libertad                       | Puerto Tirol                           | Chaco               |
| Libertador General San Martín  | San Martín                             | San Luis            |
| Libertador General San Martín  | Puerto Rico                            | Misiones            |
| Libertador General San Martín  | General José de San Martín             | Chaco               |
| Lihué Calel                    | Cuchillo-Có                            | La Pampa            |
| Limay Mahuida                  | Limay Mahuida                          | La Pampa            |
| Loncopué                       | Loncopué                               | Neuquén             |
| Loreto                         | Loreto                                 | Santiago del Estero |
| Los Andes                      | San Antonio de los Cobres              | Salta               |
| Los Lagos                      | Villa La Angostura                     | Neuquén             |
| Loventué                       | Victorica                              | La Pampa            |
| Luján de Cuyo                  | Luján de Cuyo                          | Mendoza             |
| Lules                          | Lules                                  | Tucumán             |
| Magallanes                     | Puerto San Julián                      | Santa Cruz          |
| Maipú                          | Maipú                                  | Mendoza             |
| Mapoú                          | Tres Isletas                           | Chaco               |
| Malargüe                       | Malargüe                               | Mendoza             |
| Maracó                         | General Pico                           | La Pampa            |
| Marcos Juárez                  | Marcos Juárez                          | Córdoba             |
| Matacos                        | Ingeniero Juárez                       | Formosa             |
| Mayor Luis Jorge Fontana       | Villa Ángela                           | Chaco               |
| Mburucuyá                      | Mburucuyá                              | Corrientes          |
| Mercedes                       | Mercedes                               | Corrientes          |
| Metán                          | San José de Metán                      | Salta               |
| Minas                          | Andacoyo                               | Neuquén             |
| Minas                          | San Carlos Minas                       | Córdoba             |
| Mitre                          | Villa Unión                            | Santiago del Estero |
| Molinos                        | Molinos                                | Salta               |
| Monte Caseros                  | Monte Caseros                          | Corrientes          |
| Montecarlo                     | Montecarlo                             | Misiones            |
| Monteros                       | Monteros                               | Tucumán             |
| Moreno                         | Quimilí                                | Santiago del Estero |
| Mártires                       | Las Plumas                             | Chubut              |
| Nogoyá                         | Nogoyá                                 | Entre Ríos          |
| Nueve de Julio                 | Sierra Colorada                        | Río Negro           |
| Nueve de Julio                 | Nueve de Julio                         | San Juan            |
| Nueve de Julio                 | Tostado                                | Santa Fe            |
| Nueve de Julio                 | Las Breñas                             | Chaco               |
| Ñorquín                        | El Huecú                               | Neuquén             |
| Ñorquincó                      | Ñorquincó                              | Río Negro           |
| O’Higgins                      | San Bernardo                           | Chaco               |
| Oberá                          | Oberá                                  | Misiones            |
| Ojo de Agua                    | Villa Ojo de Agua                      | Santiago del Estero |
| Orán                           | San Ramón de la Nueva Orán             | Salta               |
| Paclín                         | La Merced                              | Catamarca           |
| Palpalá                        | Palpalá                                | Jujuy               |
| Paraná                         | Paraná                                 | Entre Ríos          |
| Paso de Indios                 | Paso de Indios                         | Chubut              |
| Paso de los Libres             | Paso de los Libres                     | Corrientes          |
| Patiño                         | Comandante Fontana                     | Formosa             |
| Pehuenches                     | Buta Ranquil                           | Neuquén             |
| Pellegrini                     | Nueva Esperanza                        | Santiago del Estero |
| Pichi Mahuida                  | Río Colorado                           | Río Negro           |
| Picunches                      | Las Lajas                              | Neuquén             |
| Picún Leufú                    | Picún Leufú                            | Neuquén             |
| Pilagás                        | El Espinillo                           | Formosa             |
| Pilcaniyeu                     | Pilcaniyeu                             | Río Negro           |
| Pilcomayo                      | Clorinda                               | Formosa             |
| Pirané                         | Pirané                                 | Formosa             |
| Pocho                          | Salsacate                              | Córdoba             |
| Pocito                         | Villa Alberastain                      | San Juan            |
| Pomán                          | Pomán                                  | Catamarca           |
| Presidente Roque Sáenz Peña    | Laboulaye                              | Córdoba             |
| Presidencia de la Plaza        | Presidencia de la Plaza                | Chaco               |
| Primero de Mayo                | Margarita Belén                        | Chaco               |
| Puelén                         | Veinticinco de Mayo                    | La Pampa            |
| Punilla                        | Cosquín                                | Córdoba             |
| Quebrachos                     | Sumampa                                | Santiago del Estero |
| Quemú Quemú                    | Quemú Quemú                            | La Pampa            |
| Quitilipi                      | Quitilipi                              | Chaco               |
| Ramón Lista                    | General Mosconi                        | Formosa             |
| Rancul                         | Rancul                                 | La Pampa            |
| Rawson                         | Rawson                                 | Chubut              |
| Rawson                         | Villa Krause                           | San Juan            |
| Realicó                        | Realicó                                | La Pampa            |
| Rinconada                      | Rinconada                              | Jujuy               |
| Rivadavia                      | Rivadavia                              | San Juan            |
| Rivadavia                      | Selva                                  | Santiago del Estero |
| Rivadavia                      | Rivadavia                              | Mendoza             |
| Rivadavia                      | Rivadavia                              | Salta               |
| Robles                         | Fernández                              | Santiago del Estero |
| Rosario                        | Rosario                                | Santa Fe            |
| Rosario Vera Peñaloza          | Chepes                                 | La Rioja            |
| Rosario de Lerma               | Rosario de Lerma                       | Salta               |
| Rosario de la Frontera         | Rosario de la Frontera                 | Salta               |
| Río Chico                      | Gobernador Gregores                    | Santa Cruz          |
| Río Chico                      | Aguilares                              | Tucumán             |
| Río Cuarto                     | Río Cuarto                             | Córdoba             |
| Río Grande                     | Río Grande                             | Tierra del Fuego    |
| Río Hondo                      | Termas de Río Hondo                    | Santiago del Estero |
| Río Primero                    | Santa Rosa de Río Primero              | Córdoba             |
| Río Seco                       | Villa de María                         | Córdoba             |
| Río Segundo                    | Villa del Rosario                      | Córdoba             |
| Río Senguer                    | Alto Río Senguer                       | Chubut              |
| Saladas                        | Saladas                                | Corrientes          |
| Salavina                       | Los Telares                            | Santiago del Estero |
| San Alberto                    | Villa Cura Brochero                    | Córdoba             |
| San Antonio                    | San Antonio Oeste                      | Río Negro           |
| San Antonio                    | San Antonio                            | Jujuy               |
| San Blas de los Sauces         | San Blas                               | La Rioja            |
| San Carlos                     | San Carlos                             | Mendoza             |
| San Carlos                     | San Carlos                             | Salta               |
| San Cosme                      | San Cosme                              | Corrientes          |
| San Cristóbal                  | San Cristóbal                          | Santa Fe            |
| San Fernando                   | Resistencia                            | Chaco               |
| San Ignacio                    | San Ignacio                            | Misiones            |
| San Javier                     | Villa Dolores                          | Córdoba             |
| San Javier                     | San Javier                             | Misiones            |
| San Javier                     | San Javier                             | Santa Fe            |
| San Jerónimo                   | Coronda                                | Santa Fe            |
| San José de Feliciano          | San José de Feliciano                  | Entre Ríos          |
| San Justo                      | San Justo                              | Santa Fe            |
| San Justo                      | San Francisco                          | Córdoba             |
| San Lorenzo                    | San Lorenzo                            | Santa Fe            |
| San Lorenzo                    | Villa Berthet                          | Chaco               |
| San Luis del Palmar            | San Luis del Palmar                    | Corrientes          |
| San Martín                     | La Cruz                                | Corrientes          |
| San Martín                     | San Martin                             | Mendoza             |
| San Martín                     | Villa San Isidro                       | San Juan            |
| San Martín                     | Brea Pozo                              | Santiago del Estero |
| San Martín                     | Sastre                                 | Santa Fe            |
| San Miguel                     | San Miguel                             | Corrientes          |
| San Pedro                      | San Pedro                              | Misiones            |
| San Pedro                      | San Pedro de Jujuy                     | Jujuy               |
| San Rafael                     | San Rafael                             | Mendoza             |
| San Roque                      | San Roque                              | Corrientes          |
| San Salvador                   | San Salvador                           | Entre Ríos          |
| Sanagasta                      | Sanagasta                              | La Rioja            |
| Santa Bárbara                  | Santa Clara                            | Jujuy               |
| Santa Catalina                 | Santa Catalina                         | Jujuy               |
| Santa Lucía                    | Santa Lucía                            | San Juan            |
| Santa María                    | Santa María del Yocavil                | Catamarca           |
| Santa María                    | Alta Gracia                            | Córdoba             |
| Santa Rosa                     | Bañado de Ovanta                       | Catamarca           |
| Santa Rosa                     | Santa Rosa                             | Mendoza             |
| Santa Victoria                 | Santa Victoria Oeste                   | Salta               |
| Santo Tomé                     | Santo Tomé                             | Corrientes          |
| Sargento Cabral                | Colonia Elisa                          | Chaco               |
| Sarmiento                      | Garza                                  | Santiago del Estero |
| Sarmiento                      | Sarmiento                              | Chubut              |
| Sarmiento                      | Villa Media Agua                       | San Juan            |
| Sauce                          | Sauce                                  | Corrientes          |
| Silípica                       | Árraga                                 | Santiago del Estero |
| Simoca                         | Simoca                                 | Tucumán             |
| Sobremonte                     | San Francisco del Chañar               | Córdoba             |
| Susques                        | Susques                                | Jujuy               |
| Tafí Viejo                     | Tafí Viejo                             | Tucumán             |
| Tafí del Valle                 | Tafí del Valle                         | Tucumán             |
| Tala                           | Rosario del Tala                       | Entre Ríos          |
| Tapenagá                       | Charadai                               | Chaco               |
| Tehuelches                     | José de San Martín                     | Chubut              |
| Telsen                         | Telsen                                 | Chubut              |
| Tercero Arriba                 | Oliva                                  | Córdoba             |
| Tilcara                        | Tilcara                                | Jujuy               |
| Tinogasta                      | Tinogasta                              | Catamarca           |
| Toay                           | Toay                                   | La Pampa            |
| Tolhuin                        | Tolhuin                                | Tierra del Fuego    |
| Totoral                        | Villa del Totoral                      | Córdoba             |
| Trancas                        | Trancas                                | Tucumán             |
| Trenel                         | Trenel                                 | La Pampa            |
| Tulumba                        | Villa Tulumba                          | Córdoba             |
| Tumbaya                        | Tumbaya                                | Jujuy               |
| Tunuyán                        | Tunuyán                                | Mendoza             |
| Tupungato                      | Tupungato                              | Mendoza             |
| Ullum                          | Villa Ibáñez                           | San Juan            |
| Unión                          | Bell Ville                             | Córdoba             |
| Uruguay                        | Concepción del Uruguay                 | Entre Ríos          |
| Ushuaia                        | Ushuaia                                | Tierra del Fuego    |
| Utracán                        | General Acha                           | La Pampa            |
| Valcheta                       | Valcheta                               | Río Negro           |
| Valle Fértil                   | San Agustín del Valle Fértil           | San Juan            |
| Valle Grande                   | Valle Grande                           | Jujuy               |
| Valle Viejo                    | San Isidro                             | Catamarca           |
| Veinticinco de Mayo            | Machagai                               | Chaco               |
| Veinticinco de Mayo            | Alba Posse                             | Misiones            |
| Veinticinco de Mayo            | Maquinchao                             | Río Negro           |
| Veinticinco de Mayo            | Villa Santa Rosa                       | San Juan            |
| Vera                           | Vera                                   | Santa Fe            |
| Victoria                       | Victoria                               | Entre Ríos          |
| Villaguay                      | Villaguay                              | Entre Ríos          |
| Vinchina                       | Villa San José de Vinchina             | La Rioja            |
| Yavi                           | La Quiaca                              | Jujuy               |
| Yerba Buena                    | Yerba Buena                            | Tucumán             |
| Zapala                         | Zapala                                 | Neuquén             |
| Zonda                          | Villa Basilio Nievas                   | San Juan            |

### Anzahl Departamentos nach Provinzen
| Provinz                | Departamentos |
| ---------------------- | ------------- |
| Salta                  | 23            |
| Provinz Buenos Aires 1 | 135           |
| Stadt Buenos Aires 2   | 48            |
| San Luis               | 9             |
| Entre Ríos             | 17            |
| La Rioja               | 18            |
| Santiago del Estero    | 27            |
| Chaco                  | 25            |
| San Juan               | 19            |
| Catamarca              | 16            |
| La Pampa               | 22            |
| Mendoza                | 18            |
| Misiones               | 17            |
| Formosa                | 9             |
| Neuquén                | 16            |
| Río Negro              | 13            |
| Santa Fe               | 19            |
| Tucumán                | 17            |
| Chubut                 | 15            |
| Tierra del Fuego 3     | 5             |
| Corrientes             | 25            |
| Córdoba                | 26            |
| Jujuy                  | 16            |
| Santa Cruz             | 7             |